# Parasphaerichthys
Genre
Parasphaerichthys est un genre de poissons originaires d'Asie.

## Liste des espèces
Selon FishBase (30 janvier 2017) :
- Parasphaerichthys lineatus Britz et Kottelat, 2002
- Parasphaerichthys ocellatus Prashad et Mukerji, 1929